# Fuuta Hoshino
Pour les articles homonymes, voir Hoshino.
Fuuta Hoshino (ほしのふうた, Hoshino Fuuta) est un mangaka japonais spécialisé dans le hentai. Il s'exprime en particulier dans le genre lolicon kawaii.

## Œuvres
- Himitsu no Sasayaki (秘密のささやき?) (30/11/2000)
- Hare Tokidoki Nurenezumi (晴れときどきぬれねずみ?) (31/12/2001)
- Pocket Ni Koukishin (ポケットに好奇心?) (19/02/2002)
- Hōzuri (ほおずり?) (30/09/2002)
- Michikusa (みちくさ?) (30/11/2002)
- Itazura Switch (いたずらスイッチ?) (25/01/2003)
- Nakayoshi-chan (なかよしちゃん?) (19/02/2003)
- Hisohiso Asobi (ひそひそ遊び?) (31/12/2003)
- Wakaba to Issho (若葉といっしょ?) (31/10/2004)
- Itazura Chuuihou! (いたずら注意報！?) (10/01/2005)
- Tennen osaeki (天然幼液?) (28/02/2005)
- Kiri no naka no shôjo (霧の中の少女?) (31/10/2005)
- Mizu no tawamure (水の戯れ?) (25/02/2006)
- Mô ii kai? (もぉいいかい？?) (31/05/2006)
- Koinu no Shippo to Osatou to (仔犬のしっぽとお砂糖と?) (26/02/2009)